# クルブ・ナシオナル・デ・フットボール
クルブ・ナシオナル・デ・フットボール（スペイン語: Club Nacional de Football, スペイン語発音: [kluβ nasjoˈnal de ˈfutbol]）は、ウルグアイのモンテビデオをホームタウンとするスポーツクラブ。特にサッカーチームが有名であるが、他にも多くの競技チームを保有している。通称はナシオナル・モンテビデオ（Nacional de Montevideo）。

## 概要
ウルグアイの首都モンテビデオを本拠地としている。ホームスタジアムは、第1回ワールドカップ・ウルグアイ大会の開幕戦の会場にもなったエスタディオ・グラン・パルケ・セントラル。ナシオナルと呼ばれるクラブは世界中に存在するため、都市名を加えてナシオナル・モンテビデオと呼ばれることが多い。
2019シーズン終了時点で、アマチュアリーグ時代・プロリーグ時代の通算で47回のリーグ優勝回数を誇る。リーグ優勝50回（前身であるCURCC時代の5回を含む）のペニャロールとライバル関係にあり、スーペルクラシコと呼ばれるペニャロールとの対戦はラテンアメリカで最も歴史のあるダービーマッチである。
コパ・リベルタドーレスでは3回（1971, 1980, 1988）優勝している。同大会の出場回数は、ペニャロールと並んで歴代最多タイである。インターコンチネンタルカップでも1971年、1980年、1988年にそれぞれ優勝しており、一度も敗れることなく3回優勝した史上初のクラブとなった。南米王者と北中米カリブ海王者が対戦するコパ・インテラメリカーナでは2回（1972, 1989）優勝している。ペニャロールはこの大会のタイトルを獲得していないが、それはこの大会が不規則開催であったためである。
これまでに、137個の国内タイトル、22個の国際タイトルを獲得している。国際タイトルのうち、9個は南米サッカー連盟（CONMEBOL）もしくは国際サッカー連盟（FIFA）によって主催されたもので、13個はアルゼンチンサッカー協会（AFA）とウルグアイサッカー協会（AUF）の共催によるものである。

## 歴史

### クラブ創設（1899年）
南米にはヨーロッパ出身の移民労働者によって創設されたサッカークラブが多く、ライバルのペニャロール（1913年まではCURCC）もまたイギリス人労働者によって創設されたクラブである。一方、ナシオナルは、旧来からモンテビデオに住むウルグアイ人が中心となって創設した、南米初のクリオーリョのためのクラブである。なお、当時のウルグアイの人口はわずか93万人であり、首都モンテビデオの人口29万人の半数以上がウルグアイ国外出身者であった。
1899年5月14日、ウルグアイAC（Uruguay Athletic Club）とモンテビデオFC（Montevideo Fútbol Club）が合併してクルブ・ナシオナルが創設された。ウルグアイの独立指導者ホセ・アルティガスが掲げた3色旗に由来する白・青・赤をクラブカラーと定め、赤色をメインに青色も用いたユニフォームをデザインした。ヨーロッパ人によって運営されるクラブが多数を占める中、クリオーリョによるクラブの結成は悲願であった。
1899年6月18日、インテルナシオナルとの間でクラブ初試合となる親善試合を開催した。1900年7月15日には、後にスーペルクラシコとなるペニャロールとの初対戦が行われた。

### アマチュアリーグ時代（1900年-1931年）
1900年、ヨーロッパ人によって運営される4クラブ（アルビオンFC、CURCC、ドイチャーFK（Deutscher FK）、ウルグアイ・アトレティック（上述のウルグアイACとは別クラブ））によってウルグアイサッカー協会が設立され、国内リーグが開幕した。ナシオナルもリーグへの加盟を申請したが、クリオーリョ系のクラブということで参加を拒否された。しかし、ナシオナルの親善試合における傑出した成績が評価されてアルゼンチンリーグに招待されたことを受け、リーグに所属するヨーロッパ系の4クラブは、ナシオナルの申請を受け入れざるを得なくなった。リーグ創設2年目となる1901シーズンに、ついにナシオナルは国内リーグ参加を果たした。以来、一世紀超にわたり一度もリーグ脱退や2部降格することなく現在に至っている。
翌1902シーズンには国内リーグ初優勝を遂げた。同じ年、赤色だったユニフォームが白色に変更された。1903年9月13日、ウルグアイ代表はアルゼンチン代表との親善試合を行い、アルゼンチン代表を相手に3試合目にして初勝利（スコアは3-2）をあげた。この時のウルグアイ代表のメンバーは完全にナシオナルの選手だけで構成されていた。前年に続き1903シーズンもリーグ戦を制した。2シーズン続けて無敗での優勝であった。ナシオナルの選手たちは1900年前後に新しく持ち込まれたプレースタイルを具現化し始めており、従来よりも肉体的なコンタクトを減らし、より創造的で敏速な連係プレーやドリブルなどを多用した。マガリーニョス・ピッタルーガはナシオナルについて以下のように述べている。
1911年、27歳のホセ・マリア・デルガドが会長に就任し、1916年に世界トップクラスの選手だったエクトル・スカローネが加入すると、ナシオナルは最初の黄金期を迎えた。1915シーズンには国内リーグ、コパ・コンペテンシア、コパ・デ・オノールの国内3冠（トリプレ・コローナ）を達成。1916シーズンと1917シーズンも続けて国内リーグを制し、ウルグアイ初のリーグ3連覇（コパ・ウルグアージャ・エン・プロピエダ）を達成した。

### 草創期の国際大会 - アルゼンチン勢との対決

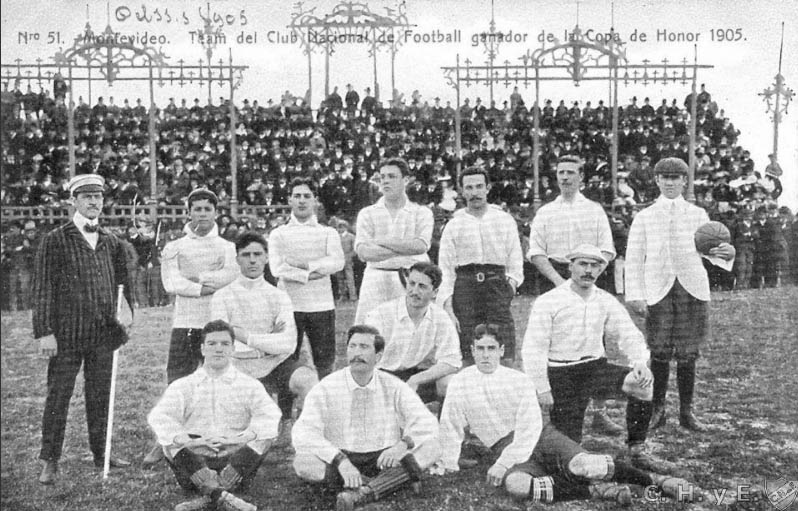
1905年の第1回コパ・デ・オノール・クセニエールでアルムニ（アルゼンチン）を破って優勝した時のチーム

この時代のナシオナルは国際大会でも活躍した。当時、アルゼンチンサッカー協会（AFA）とウルグアイサッカー協会（AUF）は、両国のカップ戦王者同士が対戦するタイ・カップ（Tie Cup） とコパ・デ・オノール・クセニエール（Copa de Honor Cusenier） を共催していた。ナシオナルはウルグアイの代表としてこれらの大会に何度も出場しており、タイ・カップで2回（1913, 1915）、コパ・デ・オノール・クセニエールでは歴代最多の4回（1905, 1915, 1916, 1917）の優勝を遂げた。1916年には、アルゼンチンとウルグアイの国内リーグ王者同士が対戦するコパ・アルダオの国際タイトルも獲得した。コパ・アルダオは、後のコパ・リベルタドーレスの礎となった大会である。この大会でナシオナルはウルグアイ勢最多となる5回 の優勝を記録した。当時の国際大会におけるナシオナルのライバルは、ラシン・クラブ、ボカ・ジュニアーズ、リーベル・プレート、インデペンディエンテ、アルムニなどであった。

### オリンピック・ワールドカップでの活躍
国内やアルゼンチンでの大会で成功を収めた後、ナシオナルは国際舞台でも大きな活躍を遂げた。1924年のパリオリンピックにはアンドレス・マサーリ、サントス・ウルディナラン、エクトル・スカローネ、アンヘル・ロマーノ、アルフレード・シベーチ、パスクアル・ソンマの6選手をウルグアイ代表に送り込んだ。ウルグアイは決勝でスイスを破り、初出場・初優勝を遂げた。続く1928年のアムステルダムオリンピック、1930年に自国で開催した第1回FIFAワールドカップでも、ナシオナルはウルグアイ代表に多数の選手を送り込み、そのすべてでウルグアイは優勝を果たした。
国内リーグでの成功や、所属選手の代表チームでの活躍などの理由から、1925年には長期間のヨーロッパ遠征に招待され、190日におよぶ滞在期間中に38試合を行った。9ヶ国のプロサッカークラブや各国代表チームと対戦し、26勝7分5敗（130得点30失点）の成績を残した。ヨーロッパ遠征中には約80万枚のチケットが売れた。1927年にはアメリカ遠征を行い、16勝2分1敗の成績を残した。

### プロリーグ化とリーグ5連覇（1932年-1940年代）

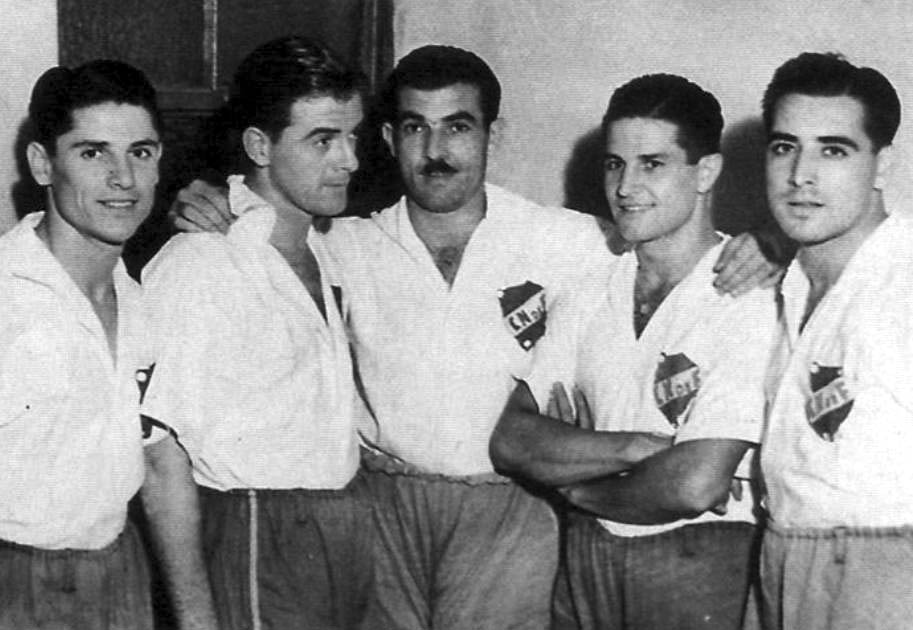
5連覇達成期の前線の選手

1932年4月29日、ウルグアイサッカー協会は国内リーグのプロリーグ化を実施した。ナシオナルは、アマチュアリーグ時代（1900-1931シーズン）の優勝回数において最多の11回を数えた。また、1920年代前半まで開催されていた国内カップ戦のコパ・コンペテンシア（優勝7回）、コパ・デ・オノール（優勝7回）の優勝回数も共に最多であった。
1938年、ボカ・ジュニアーズからアティリオ・ガルシアが加入した。この年から1944シーズンまで、ガルシアはリーグ記録となる7年連続得点王に輝いた。ガルシアの活躍もあり、ナシオナルは1939シーズンから1943シーズンにかけて国内リーグ5連覇（キンケニオ・デ・オロ）を達成。この5年間に国内リーグで96試合を戦い、77勝9分10敗（318得点108失点）の成績を残した。1941シーズンは、プロリーグ化以降唯一の完全優勝（20戦全勝）でリーグを制した。この間、ライバルのペニャロールに対しても、史上最長となる国内リーグにおけるクラシコ10連勝を達成した。
ガルシアは、フェルナンド・モレーナに次ぐ国内リーグ通算歴代2位となる209ゴールを記録した他、ナシオナルに在籍した14シーズンの間に、7年連続を含む8回の得点王、通算207ゴール、ペニャロール戦での通算35ゴール、ペニャロール戦での1試合4ゴール（いずれも歴代最多）などの記録を残した。また、クラブとしても5連覇を含む8回のリーグ優勝に貢献した。

### 南米王者・世界王者への挑戦（1940年代-1980年代）
1948年、南米最強クラブを決めるためにカンペオナート・スダメリカーノ・デ・カンペオネス（南米クラブ選手権）がチリで開催された。同大会には南米サッカー連盟（CONMEBOL）に加盟する7ヶ国（パラグアイ、コロンビア、ベネズエラは不参加）の王者が参加し、ウルグアイからは前年の国内リーグを制したナシオナルが出場した。大会は1試合総当たり方式で行われ、ナシオナルは、ヴァスコ・ダ・ガマ（ブラジル）、リーベル・プレート（アルゼンチン）に次ぐ3位の成績を残した。この大会はコパ・アルダオと共に、後のコパ・リベルタドーレスの創設に向けての重要な足掛かりとなったと見なされている。
1960年には南米王者を決めるコパ・リベルタドーレスが創設された。ナシオナルは1962年に初出場を果たした。1964年には準決勝でコロコロ（チリ）を破って決勝に進出したが、インデペンディエンテ（アルゼンチン）に敗れ準優勝に終わった。1967年にはクルゼイロ（ブラジル）、ペニャロールと同居した準決勝リーグを突破したが、決勝でラシン・クラブ（アルゼンチン）に敗れて再び準優勝に終わった。1969年には準決勝でライバルのペニャロールを破ったが、決勝でエストゥディアンテス（アルゼンチン）に敗れて3回目の準優勝に終わった。決勝で敗れた相手はいずれもアルゼンチンのクラブであった。
1971年大会で4回目の決勝進出を果たした際もアルゼンチンのエストゥディアンテスとの対戦となったが、3連覇中の相手にひるまず勝利して同大会初優勝を飾った。同年にはインターコンチネンタルカップにも出場し、ストライカーのルイス・アルティメの2得点でパナシナイコス（ギリシャ）を破り、初のクラブ世界一となった。この時代の南米のトップクラブは全般的に荒っぽいプレーで知られており、UEFAチャンピオンズカップ優勝のアヤックス（オランダ）が出場を辞退したため、準優勝のパナシナイコスが代わりに出場していた。翌1972年のコパ・インテラメリカーナではクルス・アスル（メキシコ）を破って優勝した。
1980年のコパ・リベルタドーレスでは決勝でインテルナシオナル（ブラジル）と対戦し、超満員のセンテナリオでインテルナシオナルを破って2回目の南米制覇を果たした。同年のインターコンチネンタルカップではノッティンガム・フォレスト（イングランド）と対戦し、ワルデマール・ビクトリーノが唯一の得点をあげてノッティンガムを撃破、2回目の世界一となった。
1988年のコパ・リベルタドーレス決勝ではニューウェルズ・オールドボーイズ（アルゼンチン）と対戦。センテナリオでの試合ではバルガス、デ・レオン、オストラサが得点して3-0で勝利、3回目の南米王者に輝いた。同年のインターコンチネンタルカップではフース・ヒディンク監督が率いるPSV（オランダ）と対戦し、2-2（得点はいずれもオストラサ）で決着がつかなかったが、PK戦に勝利して、3回目の世界一を達成した。1989年のレコパ・スダメリカーナではラシン・クラブ（アルゼンチン）を破って優勝した。同年3月のコパ・インテラメリカーナではCDオリンピア（ホンジュラス）に勝利して2回目の優勝を飾った。

### 過渡期（1980年代-1990年代）
1986シーズンは、ナシオナルとペニャロールが共にクラブの財政上の理由で第1節に出場できないという出来事があった。ペニャロールはウラカン・ブセオとの初戦に不戦敗となったが、もともと第1節に試合が組まれていなかった ナシオナルは影響を受けなかった。結局この差が最後まで響き、ペニャロールは、ナシオナルに勝ち点1差の2位でシーズンを終えた。しかし、日程の不公平を解消するための救済措置として優勝決定プレーオフが行われることになり、ナシオナルはPK戦の末にペニャロールに敗れ、逆転で優勝を奪われた。
1992シーズンにはフリオ・デリー・バルデスとアントニオ・ビダル・ゴンサレスの活躍で9年ぶりのリーグ優勝を果たした。1993シーズンから1997シーズンまではペニャロールに2回目の5連覇を許した。1990年代の大部分は財政危機に悩まされ、競技面で得た成功は少なかったが、1998シーズンにはウーゴ・デレオン監督の下でリーグを制し、1994年に短期リーグ制（アペルトゥーラとクラウスーラ）が採用されて以降、アペルトゥーラ、クラウスーラ双方で優勝した初のクラブとなった。

### 新興勢力の台頭（2000年以降）
国内リーグは、1932年のプロリーグ化以降、1976シーズンにデフェンソールが優勝するまでの間、40年以上にわたりペニャロールとナシオナルの2強が優勝を独占してきた。しかし、1980年代以降はデフェンソールやダヌービオが上位に進出する機会が増えてくるなど、若干勢力図に変化が出てきている。それでも2000シーズンから2019シーズンまでの21シーズン（暦年方式→越年方式、越年方式→暦年方式の移行シーズンを含む）の優勝回数は、ナシオナル11回、ペニャロール6回、ダヌービオ3回、デフェンソール1回となっており、2強による支配は21世紀に入った現在も続いている。
2000シーズンから2002シーズンにはリーグ3連覇を果たした。2005年にはグラン・パルケ・セントラルの改修工事が行われ、国有のエスタディオ・センテナリオを使用する機会が減少した。フアン・ラモン・カラスコ監督が率いた2010-11シーズンは2シーズンぶり43回目の優勝を飾った。アルゼンチン人のマルセロ・ガジャルド監督が率いた2011-12シーズンにはペニャロールとのクラシコでダブルを達成して2連覇を果たした。
コパ・リベルタドーレスでは、2000年以降、ブラジルやアルゼンチンの優位が続いており、ウルグアイのクラブの上位進出は減ってきている。そんな中、2009年のナシオナルはグループリーグを首位で通過すると、決勝トーナメント1回戦（不戦勝）、準々決勝（対パルメイラス（ブラジル））にも勝利し、優勝した1988年大会以来、21年ぶりとなる準決勝進出を果たした。準決勝では、フアン・セバスティアン・ベロンを擁するエストゥディアンテス（アルゼンチン）に2試合合計1-3で敗れ、決勝進出はならなかった。
2020年2月9日、第11回さいたまシティカップで来日し、J2の大宮アルディージャとNACK5スタジアム大宮で対戦した。試合はティアゴ・ベシーノの決勝ゴールで、ナシオナルが1-0で勝利した。

## ライバル
CAペニャロールとの対戦はクラシコ・デル・フトボル・ウルグアージョ（クラシコまたはスーペルクラシコ）と呼ばれる。ウルグアイのスーペルクラシコはラテンアメリカで最も歴史のあるダービーマッチである。初試合は1900年7月15日に行われ、ペニャロール（当時CURCC）が2-0で勝利した。2019年12月15日までに544試合が行われ、ペニャロールが191勝、ナシオナルが177勝、引き分けが176試合である。2強の国内リーグ優勝回数を合計すると、リーグ開催回数全体の約80%に到達する。アマチュアリーグ時代にはナシオナルがやや優勢であったが、プロリーグ化以降は次第にペニャロールが趨勢を逆転させていった。

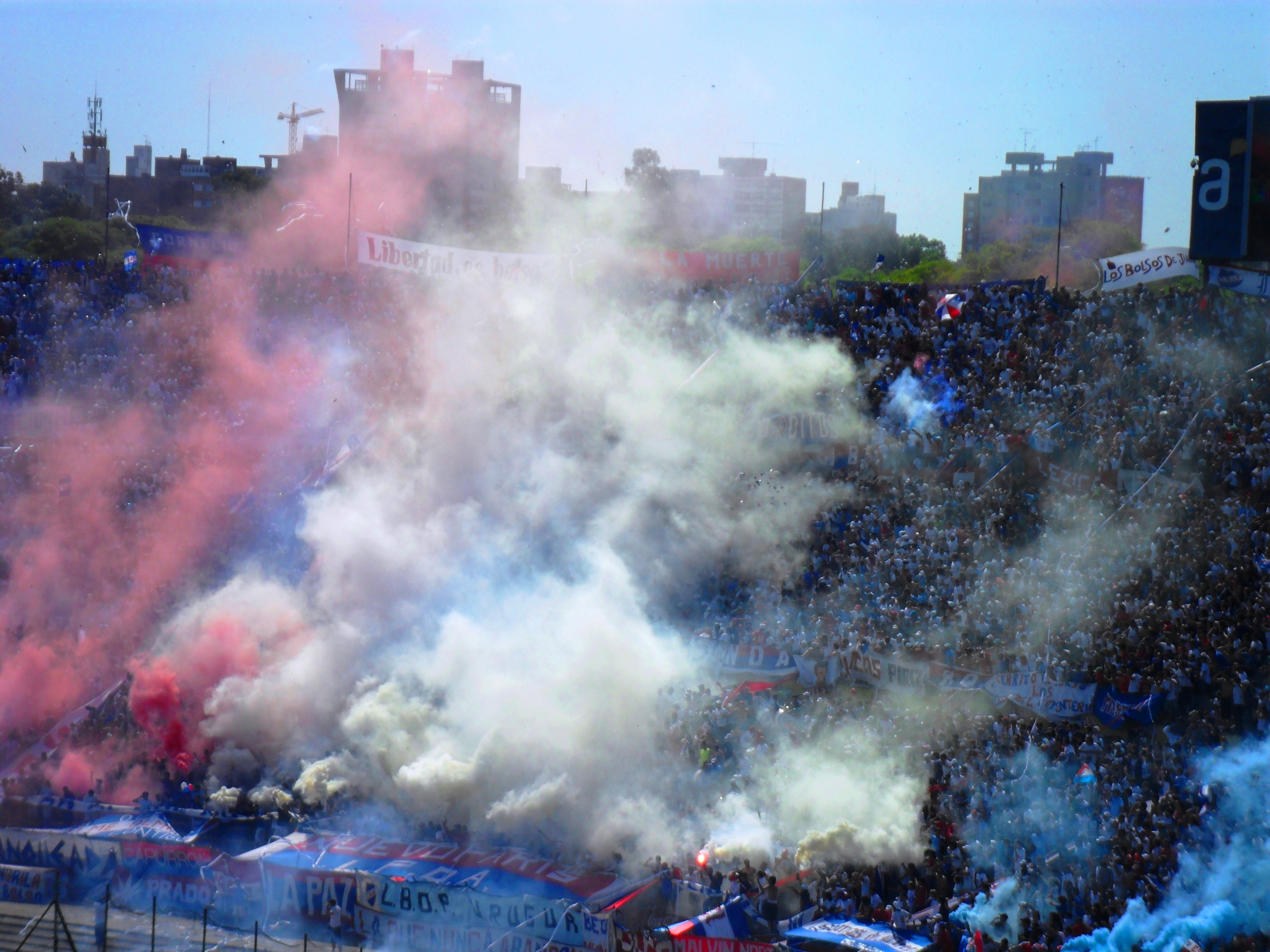
ナシオナルのサポーター

1939シーズンから1943シーズンにかけてナシオナルは国内リーグ5連覇（キンケニオ・デ・オロ）を達成した。1938年から1943年の間に23回クラシコが行われ、ナシオナルはCAペニャロールに対して18勝1分4敗と圧倒的な成績を残している。1941年12月14日の対戦では6-0で大勝し、クラシコにおける最大得点差記録を樹立。1943年11月21日のペニャロール戦では、史上最長となる国内リーグにおけるクラシコ10連勝を達成した。

## スタジアム

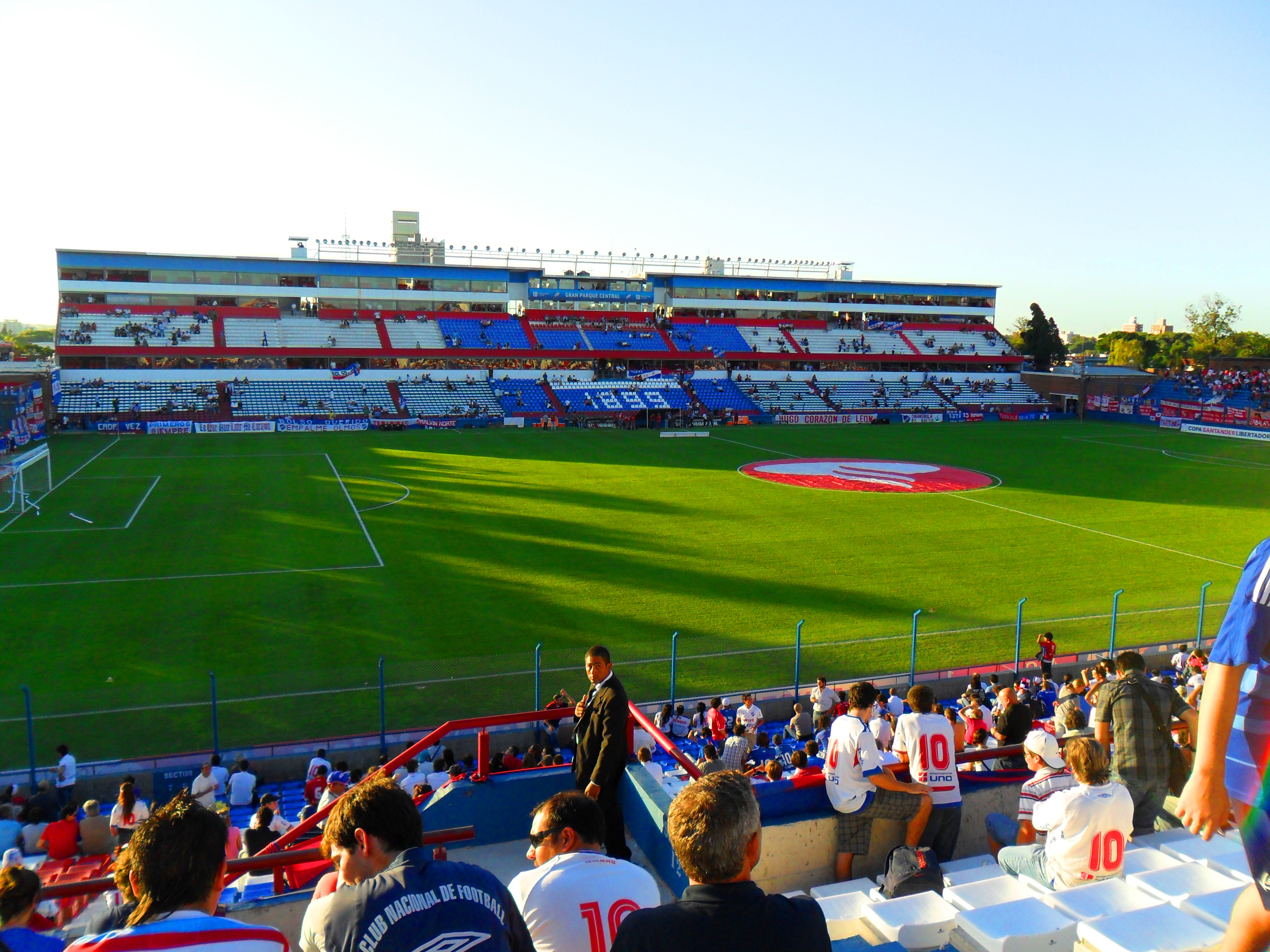
エスタディオ・グラン・パルケ・セントラル

クラブ創設当初はエスタディオ・プンタ・デ・ラス・カレータスを使用していたが、その後、ラ・ブランケアーダ地区にあるエスタディオ・グラン・パルケ・セントラルに移転した。一般にエル・パルケと呼ばれるこのスタジアムは、コパ・アメリカの1923年大会と1924年大会の単独会場となった。さらに、1930年の第1回ワールドカップ・ウルグアイ大会では、7月13日に行われた開幕戦2試合のうちの1試合、アメリカ対ベルギー戦の会場となった。
ペニャロールとのクラシコなどのビッグゲームはウルグアイのナショナル・スタジアムであるエスタディオ・センテナリオを使用するため、エル・パルケが使用されない試合も多い。しかし、2000年代になって改修工事が行われたことから、2005年以降はかつてよりも多くのホームゲームがエル・パルケで行われている。現在の収容人数は34,000人。

## ユニフォーム

### ファーストキット
1899年のクラブ創設から1902年まで使用された最初のユニフォームは、ウルグアイ独立の英雄ホセ・アルティガスの3色旗に由来する赤色と青色が採用されていた。1902年、ウルグアイサッカー協会からアルビオンFCのユニフォームとの類似を回避するよう要請を受け、ポケット付きの白色のシャツを採用した。このデザインが、ナシオナルのニックネームの1つであるBolsos（ポケット）の由来である。以来、現在に至るまで100年以上にわたりデザインの変更はほとんどされていない。なお、スーペルクラシコや優勝決定プレーオフなどの特別な試合では全身白色のユニフォームを着用することが多い。
| 1899-1902 | 1902-1967 | 1967-現在 | 特別な試合 |  |

### セカンドキット
伝統的に赤色を基調としたユニフォームを採用している。
| 1902-1993 | 1994-1995 | 現在 |  |

## サポーター
サッカーのサポーターを表すスペイン語に「インチャ（hincha）」という単語があり、ナシオナルのサポーターを表す際にも使用される。20世紀初頭のナシオナルの関係者であったプルデンシオ・ミゲル・レジェスは、長年にわたるクラブへの貢献によって有名だった。レジェスの職務の1つに、ボールに空気入れること（「膨らます」というスペイン語は一般的にはinflarであるが、ウルグアイではhincharがよく使用される）があったが、他のサポーターらが職務名で彼の名を呼び、わずか数試合のうちに、レジェスはナシオナルの「インチャ」として広まった。これが、世界中に広がるスペイン語話者によって頻繁に使用されるインチャという単語の起源である。
ナシオナルは、3色のクラブカラーからトリコローレス（Tricolores、トリコロール）、かつて胸ポケットの付いたユニフォームを使用していたことからボルソス（Bolsos、ポケット）またはボルシリュードス（Bolsilludos、太っ腹）、クラブの歴史の長さからデカーノ（Decano、長老）などのニックネームを持つ。
ナシオナルのソシオ（クラブ会員）数は、2011年に40,000人、2012年に50,000人を突破した。2018年時点で85,000人。

## タイトル

### 国内タイトル
- プリメーラ・ディビシオン（1900-）：47回
  - アマチュアリーグ時代（1900-1931）：11回
    - 1902, 1903, 1912, 1915, 1916, 1917, 1919, 1920, 1922, 1923, 1924

  - プロリーグ時代（1932-）：38回
    - 1933, 1934, 1939, 1940, 1941, 1942, 1943, 1946, 1947, 1950, 1952, 1955, 1956, 1957, 1963, 1966, 1969, 1970, 1971, 1972, 1977, 1980, 1983, 1992, 1998, 2000, 2001, 2002, 2005, 2005-06, 2008-09, 2010-11, 2011-12, 2014-15, 2016, 2019, 2020, 2022
- コパ・コンペテンシア（1904-1925）：7回
  - (1903), 1912, 1913, 1914, 1915, 1919, 1921, 1923　※1900-1903年は前身の大会
- コパ・デ・オノール（1905-1922）：7回
  - 1905, 1906, 1913, 1914, 1915, 1916, 1917
- スーペルコパ・ウルグアージャ（2018-）：2回
  - 2019, 2021

### 国際タイトル
- コパ・リベルタドーレス（1960-）：3回
  - 1971, 1980, 1988
- インターコンチネンタルカップ（1960-2004）：3回
  - 1971, 1980, 1988
- コパ・インテラメリカーナ（1969-1998）：2回
  - 1972, 1989
- レコパ・スダメリカーナ（1989-）：1回
  - 1989

### 国際タイトル（AFA/AUF主催大会）
- コパ・アルダオ（1913-1957）：5回[注釈 3]
  - 1916, 1919, 1920, 1940, 1942, (1946)　※1946年大会は非公式
- タイ・カップ（1900-1919）：2回
  - 1913, 1915
- コパ・デ・オノール・クセニエール（1905-1920）：4回
  - 1905, 1915, 1916, 1917
- コパ・デ・コンフラテルニダ（1941-1946）：1回
  - 1945

## 過去の成績
| シーズン | 期               | ディビジョン | 順位           | 試 | 勝 | 分 | 敗 | 得 | 失 | 点 | 備考                                                                                            |
| -------- | ---------------- | ------------ | -------------- | -- | -- | -- | -- | -- | -- | -- | ----------------------------------------------------------------------------------------------- |
| 2003     | アペルトゥーラ   | プリメーラ   | 1位            | 17 | 14 | 2  | 1  | 34 | 9  | 44 |                                                                                                 |
| 2003     | クラウスーラ     | プリメーラ   | 9位            | 17 | 7  | 5  | 5  | 29 | 23 | 26 |                                                                                                 |
| 2003     | 年間成績         | プリメーラ   | 2位            | 34 | 21 | 7  | 6  | 63 | 32 | 70 | ペニャロールとの年間優勝プレーオフで敗れて準優勝                                                |
| 2004     | リーグ予選       | プリメーラ   | 4位            | 17 | 8  | 5  | 4  | 26 | 15 | 29 |                                                                                                 |
| 2004     | アペルトゥーラ   | プリメーラ   | 1位            | 9  | 6  | 3  | 0  | 17 | 6  | 21 |                                                                                                 |
| 2004     | クラウスーラ     | プリメーラ   | 3位            | 9  | 4  | 3  | 2  | 18 | 12 | 15 |                                                                                                 |
| 2004     | 年間成績         | プリメーラ   | 2位            | 27 | 12 | 9  | 6  | 43 | 25 | 45 | ダヌービオとの年間王者決定戦で敗れて準優勝                                                      |
| 2005     | －               | プリメーラ   | 1位            | 17 | 12 | 5  | 0  | 39 | 16 | 41 | デフェンソールがプレーオフを棄権したため優勝                                                    |
| 2005-06  | アペルトゥーラ   | プリメーラ   | 2位            | 17 | 9  | 7  | 1  | 32 | 16 | 31 | 前年のペニャロール戦でサポーターが乱入したため勝ち点3が剥奪された                               |
| 2005-06  | クラウスーラ     | プリメーラ   | 1位            | 16 | 12 | 2  | 2  | 31 | 12 | 38 |                                                                                                 |
| 2005-06  | 年間成績         | プリメーラ   | 1位            | 33 | 21 | 9  | 3  | 63 | 28 | 69 | ロチャとの年間優勝プレーオフで勝利して優勝                                                      |
| 2006-07  | アペルトゥーラ   | プリメーラ   | 5位            | 15 | 8  | 3  | 4  | 28 | 22 | 27 |                                                                                                 |
| 2006-07  | クラウスーラ     | プリメーラ   | 12位           | 15 | 5  | 3  | 7  | 14 | 22 | 18 |                                                                                                 |
| 2006-07  | 年間成績         | プリメーラ   | 6位            | 30 | 13 | 6  | 11 | 42 | 44 | 45 | リギラ・プレリベルタドーレス・デ・アメリカ優勝                                                  |
| 2007-08  | アペルトゥーラ   | プリメーラ   | 5位            | 15 | 6  | 6  | 3  | 19 | 12 | 24 |                                                                                                 |
| 2007-08  | クラウスーラ     | プリメーラ   | 5位            | 15 | 10 | 1  | 4  | 33 | 21 | 31 |                                                                                                 |
| 2007-08  | 年間成績         | プリメーラ   | 3位            | 30 | 16 | 7  | 7  | 52 | 33 | 55 | リギラ・プレリベルタドーレス・デ・アメリカ優勝                                                  |
| 2008-09  | アペルトゥーラ   | プリメーラ   | 1位            | 15 | 10 | 2  | 3  | 23 | 13 | 32 | ダヌービオとのアペルトゥーラ優勝プレーオフで勝利して優勝                                        |
| 2008-09  | クラウスーラ     | プリメーラ   | 6位            | 14 | 6  | 5  | 3  | 27 | 21 | 23 |                                                                                                 |
| 2008-09  | 年間成績         | プリメーラ   | 1位            | 29 | 16 | 7  | 6  | 50 | 34 | 55 | デフェンソールとの年間優勝プレーオフで勝利して優勝リギラ・プレリベルタドーレス・デ・アメリカ6位 |
| 2009-10  | アペルトゥーラ   | プリメーラ   | 1位            | 15 | 13 | 0  | 2  | 36 | 11 | 36 | 前年のアペルトゥーラでの違反により勝ち点3が剥奪                                                 |
| 2009-10  | クラウスーラ     | プリメーラ   | 4位            | 15 | 8  | 3  | 4  | 27 | 15 | 27 |                                                                                                 |
| 2009-10  | 年間成績         | プリメーラ   | 2位            | 30 | 21 | 3  | 6  | 63 | 26 | 63 | ペニャロールとの年間優勝プレーオフで敗れて準優勝                                                |
| 2010-11  | アペルトゥーラ   | プリメーラ   | 2位            | 15 | 8  | 5  | 2  | 28 | 18 | 29 |                                                                                                 |
| 2010-11  | クラウスーラ     | プリメーラ   | 1位            | 15 | 11 | 1  | 3  | 32 | 13 | 34 |                                                                                                 |
| 2010-11  | 年間成績         | プリメーラ   | 1位            | 30 | 19 | 6  | 5  | 60 | 31 | 63 | デフェンソールとの年間優勝プレーオフで勝利して優勝                                              |
| 2011-12  | アペルトゥーラ   | プリメーラ   | 1位            | 15 | 9  | 5  | 1  | 30 | 11 | 32 |                                                                                                 |
| 2011-12  | クラウスーラ     | プリメーラ   | 2位            | 15 | 11 | 2  | 2  | 38 | 20 | 35 |                                                                                                 |
| 2011-12  | 年間成績         | プリメーラ   | 1位            | 30 | 20 | 7  | 3  | 68 | 31 | 67 | デフェンソールとの年間優勝プレーオフで勝利して優勝                                              |
| 2012-13  | アペルトゥーラ   | プリメーラ   | 3位            | 15 | 10 | 2  | 3  | 29 | 14 | 32 |                                                                                                 |
| 2012-13  | クラウスーラ     | プリメーラ   | 4位            | 15 | 7  | 5  | 3  | 23 | 21 | 26 |                                                                                                 |
| 2012-13  | 年間成績         | プリメーラ   | 3位            | 30 | 16 | 7  | 6  | 52 | 35 | 58 |                                                                                                 |
| 2013-14  | アペルトゥーラ   | プリメーラ   | 3位            | 15 | 10 | 0  | 5  | 29 | 18 | 30 |                                                                                                 |
| 2013-14  | クラウスーラ     | プリメーラ   | 3位            | 15 | 9  | 0  | 6  | 26 | 18 | 27 |                                                                                                 |
| 2013-14  | 年間成績         | プリメーラ   | 2位            | 30 | 19 | 0  | 11 | 55 | 36 | 57 |                                                                                                 |
| 2014-15  | アペルトゥーラ   | プリメーラ   | 1位            | 15 | 14 | 0  | 1  | 34 | 7  | 42 |                                                                                                 |
| 2014-15  | クラウスーラ     | プリメーラ   | 9位            | 15 | 6  | 3  | 6  | 24 | 21 | 21 |                                                                                                 |
| 2014-15  | 年間成績         | プリメーラ   | 1位            | 30 | 20 | 3  | 7  | 58 | 28 | 63 | ペニャロールとの年間優勝プレーオフで勝利して優勝                                                |
| 2015-16  | アペルトゥーラ   | プリメーラ   | 2位            | 15 | 9  | 3  | 3  | 32 | 21 | 30 |                                                                                                 |
| 2015-16  | クラウスーラ     | プリメーラ   | 5位            | 15 | 7  | 3  | 5  | 21 | 17 | 24 |                                                                                                 |
| 2015-16  | 年間成績         | プリメーラ   | 2位            | 30 | 16 | 6  | 8  | 53 | 38 | 54 |                                                                                                 |
| 2016     | –                | プリメーラ   | 1位            | 15 | 11 | 1  | 3  | 27 | 12 | 34 |                                                                                                 |
| 2017     | アペルトゥーラ   | プリメーラ   | 2位            | 15 | 11 | 2  | 2  | 26 | 15 | 35 |                                                                                                 |
| 2017     | 中間トーナメント | プリメーラ   | グループB・1位 | 7  | 6  | 1  | 0  | 16 | 5  | 19 | ディフェンソールとのプレーオフで勝利して優勝                                                    |
| 2017     | クラウスーラ     | プリメーラ   | 3位            | 15 | 9  | 2  | 4  | 29 | 15 | 29 |                                                                                                 |
| 2017     | 年間成績         | プリメーラ   | 3位            | 37 | 26 | 5  | 6  | 71 | 35 | 83 |                                                                                                 |
| 2018     | アペルトゥーラ   | プリメーラ   | 1位            | 15 | 12 | 2  | 1  | 26 | 8  | 38 |                                                                                                 |
| 2018     | 中間トーナメント | プリメーラ   | グループA・1位 | 7  | 5  | 2  | 0  | 19 | 5  | 17 | トルケとのプレーオフで勝利して優勝                                                              |
| 2018     | クラウスーラ     | プリメーラ   | 2位            | 15 | 9  | 3  | 3  | 19 | 14 | 30 |                                                                                                 |
| 2018     | 年間成績         | プリメーラ   | 2位            | 37 | 26 | 7  | 4  | 64 | 27 | 85 | ペニャロールとの年間優勝プレーオフで敗れて準優勝スーペルコパ・ウルグアージャ準優勝              |
| 2019     | アペルトゥーラ   | プリメーラ   | 3位            | 15 | 7  | 6  | 2  | 32 | 17 | 27 |                                                                                                 |
| 2019     | 中間トーナメント | プリメーラ   | グループB・2位 | 7  | 4  | 2  | 1  | 13 | 6  | 14 |                                                                                                 |
| 2019     | クラウスーラ     | プリメーラ   | 1位            | 15 | 11 | 1  | 3  | 27 | 10 | 34 | ペニャロールとのクラウスーラ優勝プレーオフで勝利して優勝                                        |
| 2019     | 年間成績         | プリメーラ   | 1位            | 37 | 22 | 9  | 6  | 72 | 33 | 75 | ペニャロールとの年間優勝プレーオフで勝利して優勝スーペルコパ・ウルグアージャ優勝                |
| 2020     | アペルトゥーラ   | プリメーラ   | 2位            | 15 | 7  | 7  | 1  | 27 | 16 | 28 | レンティスタスとのアペルトゥーラ優勝プレーオフで敗れて準優勝                                    |
| 2020     | 中間トーナメント | プリメーラ   | グループB・1位 | 7  | 5  | 0  | 2  | 11 | 6  | 15 | ワンダラーズとのプレーオフで勝利して優勝                                                        |
| 2020     | クラウスーラ     | プリメーラ   | 4位            | 15 | 7  | 5  | 3  | 19 | 16 | 26 |                                                                                                 |
| 2020     | 年間成績         | プリメーラ   | 1位            | 37 | 19 | 12 | 6  | 57 | 38 | 69 | レンティスタスとの年間王者決定戦で勝利して優勝スーペルコパ・ウルグアージャ準優勝                |
| 2021     | アペルトゥーラ   | プリメーラ   | 2位            | 15 | 9  | 2  | 4  | 23 | 14 | 29 |                                                                                                 |
| 2021     | アペルトゥーラ   | プリメーラ   | 2位            | 15 | 9  | 3  | 3  | 23 | 15 | 30 |                                                                                                 |
| 2021     | 年間成績         | プリメーラ   | 2位            | 30 | 18 | 5  | 7  | 46 | 29 | 59 | スーペルコパ・ウルグアージャ優勝                                                                |
| 2022     | アペルトゥーラ   | プリメーラ   | 2位            | 15 | 8  | 4  | 3  | 28 | 10 | 28 |                                                                                                 |
| 2022     | 中間トーナメント | プリメーラ   | グループB・1位 | 7  | 6  | 1  | 0  | 15 | 1  | 19 | リベルプールとのプレーオフで勝利して優勝                                                        |
| 2022     | クラウスーラ     | プリメーラ   | 1位            | 15 | 10 | 4  | 1  | 26 | 9  | 34 |                                                                                                 |
| 2022     | 年間成績         | プリメーラ   | 1位            | 37 | 24 | 9  | 4  | 69 | 20 | 81 | リベルプールとの年間優勝プレーオフで勝利して優勝                                                |
| 2023     | アペルトゥーラ   | プリメーラ   | 2位            | 15 | 8  | 5  | 2  | 28 | 11 | 29 |                                                                                                 |
| 2023     | 中間トーナメント | プリメーラ   | グループB・3位 | 7  | 3  | 2  | 2  | 12 | 8  | 11 |                                                                                                 |
| 2023     | クラウスーラ     | プリメーラ   | 4位            | 15 | 6  | 6  | 3  | 20 | 17 | 24 |                                                                                                 |
| 2023     | 年間成績         | プリメーラ   | 3位            | 37 | 17 | 13 | 7  | 60 | 36 | 64 | スーペルコパ・ウルグアージャ準優勝                                                              |
| 2024     | アペルトゥーラ   | プリメーラ   | 位             | 15 |    |    |    |    |    |    |                                                                                                 |
| 2024     | 中間トーナメント | プリメーラ   |                | 7  |    |    |    |    |    |    |                                                                                                 |
| 2024     | クラウスーラ     | プリメーラ   | 位             | 15 |    |    |    |    |    |    |                                                                                                 |
| 2024     | 年間成績         | プリメーラ   | 位             | 37 |    |    |    |    |    |    |                                                                                                 |

## 現所属メンバー
2021年6月25日現在
注：選手の国籍表記はFIFAの定めた代表資格ルールに基づく。
| No. | Pos. |              | 選手名                     |
| --- | ---- | ------------ | -------------------------- |
| 1   | GK   | ウルグアイ   | セルヒオ・ロシェ           |
| 2   | DF   | ウルグアイ   | マティアス・ラボルダ       |
| 3   | DF   | ウルグアイ   | レンソ・オリウエラ         |
| 4   | DF   | ウルグアイ   | アグスティン・オリベロス   |
| 5   | DF   | ウルグアイ   | ラファエル・ガルシア       |
| 6   | DF   | ウルグアイ   | ニコラス・マリチャル       |
| 7   | FW   | ウルグアイ   | ブリアン・オカンポ         |
| 8   | MF   | ウルグアイ   | ガブリエル・ネベス         |
| 9   | FW   | アルゼンチン | ゴンサロ・ベルヘッシオ ()  |
| 10  | FW   | アルゼンチン | アンドレス・ダレッサンドロ |
| 11  | FW   | ウルグアイ   | イグナシオ・ロレス         |
| 12  | GK   | ウルグアイ   | マルティン・ロドリゲス     |
| 13  | DF   | ウルグアイ   | クリスティアン・アルメイダ |
| 14  | MF   | ウルグアイ   | ホアキン・トラサンテ       |
| 15  | FW   | ウルグアイ   | ギジェルモ・マイ           |
| 18  | FW   | アルゼンチン | レアンドロ・フェルナンデス |

| No. | Pos. |            | 選手名                     |
| --- | ---- | ---------- | -------------------------- |
| 19  | FW   | ウルグアイ | アルフォンソ・トレッツァ   |
| 20  | MF   | ウルグアイ | フェリペ・カルバージョ     |
| 21  | DF   | ウルグアイ | グスマン・コルホ           |
| 22  | DF   | ウルグアイ | アンヘロ・ガブリエッリ     |
| 23  | MF   | ウルグアイ | ファクンド・ピリス         |
| 24  | MF   | ウルグアイ | マヌエル・モンセグリオ     |
| 25  | GK   | ウルグアイ | ギジェルモ・セントゥリオン |
| 26  | DF   | ウルグアイ | アルマンド・メンデス       |
| 27  | FW   | ウルグアイ | サンティアゴ・ラミレス     |
| 28  | FW   | ウルグアイ | パブロ・ガルシア           |
| 29  | FW   | ウルグアイ | ティアゴ・ベシーノ         |
| 30  | MF   | ウルグアイ | マキシミリアーノ・カンテラ |
| 32  | MF   | ウルグアイ | エミリアーノ・マルティネス |
| 33  | FW   | ウルグアイ | ゴンサロ・ベガ             |
| 38  | DF   | ウルグアイ | カミーロ・カンディド       |
| 40  | GK   | ウルグアイ | マティアス・ベルナテネ     |

## 歴代監督
- ウィリアム・リーサイド
- フアン・マスニク
- エミリオ・セルベッティ・ミトレ 1927 (アメリカ遠征限定)
- カルロス・スカローネ 1932-????
- エクトル・カストロ 1939-1943
- エンリケ・フェルナンデス 1946
- リカルド・ファシオ 1947
- エンリケ・フェルナンデス 1950-1952
- エクトル・カストロ 1952
- エクトル・スカローネ 1954
- アドルフォ・ペデルネーラ 1955
- オンディーノ・ビエラ 1955-1960
- ウーゴ・バグヌーロ 1962
- ゼゼ・モレイラ 1963
- フェルナンド・リエラ 1966
- ロベルト・スカローネ 1966-1967
- ゼゼ・モレイラ 1968-1969
- ワシントン・エチャメンディ 1971
- フアン・オーベルグ 1976
- ペドロ・デリャーチャ 1977
- フアン・マルティン・ムヒーカ 1980-1981
- ビクトル・エスパラーゴ 1983-1987

- セルヒオ・マルカリアン 1987
- サウル・リベーロ 1987-1988
- ロベルト・フレイタス 1988
- エクトル・ヌニェス 1989
- アルフィオ・バシーレ 1990-1991
- エドゥアルド・ルハン・マネーラ 1994
- ウーゴ・フェルナンデス 1994-1995
- ロベルト・フレイタス 1997
- ウーゴ・デレオン 1998-2001
- ダニエル・カレーニョ 2002-2003
- サンティアゴ・オストラーサ 2004
- マルティン・ラサルテ 2005-2006
- ヘラルド・ペルッソ 2007-2009
- エドゥアルド・アセベド 2009-2010
- フアン・ロマン・カラスコ 2010-2011
- マルセロ・ガジャルド 2011-2012
- グスタボ・ディアス 2012-2013
- ロドルフォ・アルアバレーナ 2013
- ヘラルド・ペルッソ 2014
- アルバロ・グティエレス（スペイン語版） 2014-2015
- グスタボ・ムヌア 2015-2016
- マルティン・ラサルテ 2016-2017
- アレクサンデル・メディナ（英語版） 2018
- エドゥアルド・ドミンゲス 2029
- アルバロ・グティエレス 2019
- グスタボ・ムヌア 2020
- ジョルジ・ジョルダーノ（英語版） 2020-2021
- マルティン・リグリア（英語版） 2021 (暫定)
- アレハンドロ・カップーチョ（英語版） 2021
- マルティン・リグリア 2021
- パブロ・レペット（英語版） 2022
- リカルド・ジェリンスキー（英語版） 2023
- アルバロ・グティエレス 2023
- アルバロ・レコバ 2023-

## 歴代所属選手
1924年のパリオリンピックではウルグアイ代表が金メダルを獲得したが、この大会でナシオナルはウルグアイ代表に6人の選手を送り込んだ。続く1928年のアムステルダムオリンピックでは、前回を上回る8人を代表に送り込み、ウルグアイ代表は2大会連続で金メダルを獲得した。1930年に自国で開催された第1回FIFAワールドカップでは、ナシオナルは9人の選手を代表に送り込み、ワールドカップの初代王者に輝いた。同国代表が2回目の優勝を果たした1950年の第4回FIFAワールドカップにも5人の選手を送り込んだ。ウルグアイ代表が世界王者に輝いた4大会すべてに代表選手を送り込んだクラブはナシオナルのみである。
| 選手                     | 1924 五輪 | 1928 五輪 | 1930 W杯 | 1950 W杯 | 備考                                                               |
| ------------------------ | --------- | --------- | -------- | -------- | ------------------------------------------------------------------ |
| アンドレス・マサーリ     | ○         | ○         |          |          |                                                                    |
| アルフレード・シベーチ   | ○         |           |          |          |                                                                    |
| サントス・ウルディナラン | ○         |           |          |          |                                                                    |
| エクトル・スカローネ     | ○         | ○         | ○        |          |                                                                    |
| アンヘル・ロマーノ       | ○         |           |          |          |                                                                    |
| パスクアル・ソンマ       | ○         |           |          |          |                                                                    |
| サントス・ウルディナラン |           | ○         | ○        |          |                                                                    |
| ホセ・アンドラーデ       |           | ○         | ○        |          |                                                                    |
| ペドロ・セア             |           | ○         | ○        |          | 1930年ワールドカップ・ウルグアイ大会で得点ランキング2位（5ゴール） |
| フアン・ピリス           |           | ○         |          |          |                                                                    |
| エクトル・カストロ       |           | ○         | ○        |          |                                                                    |
| ペドロ・ペトローネ       |           | ○         | ○        |          |                                                                    |
| エミリオ・レコバ         |           |           | ○        |          |                                                                    |
| ソリオ・サルドンビーデ   |           |           | ○        |          |                                                                    |
| コンドゥエーロ・ピリス   |           |           | ○        |          |                                                                    |
| アニバル・パス           |           |           |          | ○        |                                                                    |
| エウセビオ・テヘーラ     |           |           |          | ○        | 1950年ワールドカップ・ブラジル大会でベストイレブン                 |
| シュベルト・ガンベッタ   |           |           |          | ○        |                                                                    |
| フリオ・ペレス           |           |           |          | ○        |                                                                    |
| ロドルフォ・ピーニ       |           |           |          | ○        |                                                                    |

1939シーズンから1943シーズンにかけてナシオナルは国内リーグ5連覇を達成した。1938年から1943年の間に23回クラシコが行われ、ナシオナルはペニャロールに対して18勝1分4敗と圧倒的な成績を残している。1943年11月21日のペニャロール戦では、史上最長となる国内リーグにおけるクラシコ10連勝を達成した。この時代の主力選手として以下があげられる。
| 選手                         | リーグ 優勝回数 | 備考                                                                                 |
| ---------------------------- | --------------- | ------------------------------------------------------------------------------------ |
| アティリオ・ガルシア         | 8回             | 8回のリーグ得点王、クラブ歴代最多得点（207ゴール）、クラシコ歴代最多得点（35ゴール） |
| アニバル・パス               | 9回             | ウルグアイ代表として1950年ワールドカップ・ブラジル大会優勝                           |
| シュベルト・ガンベッタ       | 9回             | ウルグアイ代表として1950年ワールドカップ・ブラジル大会優勝                           |
| ルイス・エルネスト・カストロ | 7回             |                                                                                      |
| アニバル・シオッカ           | 8回             |                                                                                      |
| エウヘニオ・ガルバリーシ     | 7回             |                                                                                      |
| ロベルト・ポルタ             | 6回             |                                                                                      |
| ビビアーノ・サピライン       | 6回             |                                                                                      |

### GK
- ロドルフォ・ロドリゲス 1976-1984
- ホルヘ・セレー 1988-1995
- セバスティアン・ビエラ 2003-2005
- フェルナンド・ムスレラ 2007

### DF
- ホセ・ナサシ 1933-1938
- ホセ・サンタマリア 1948-1957
- ダリオ・ペレイラ 1975-1977
- ウーゴ・デレオン 1977-1980, 1988-1989, 1992-1993
- ホセ・ピントス・サルダーニャ 1984-1994
- ダニエル・レベレス 1988-1993
- グスタボ・メンデス 1990-1995, 2002-2005
- ディエゴ・ルガーノ 1999-2001
- ラウール・カルドーソ 2000

- アレハンドロ・レンボ 2001-2003
- カルロス・アドリアン・バルデス 2001-2005
- アンドレス・スコッティ 2002-2003
- アレハンドロ・シチェーロ 2003-2004
- ディエゴ・アリスメンディ 2006-2009
- ディエゴ・ゴディン 2007
- セバスティアン・コアテス 2009-2011
- / マリアーノ・ペルニア 2010

### MF
- ホセ・アンドラーデ 1924-1930
- ペドロ・ペデルッチ 1983
- サンティアゴ・オストラサ 1986-1989,1996
- ファビアン・オニール 1992-1995,2003
- エドゥー 1995-1996
- マリオ・レゲイロ 1997-2000
- グスタボ・バレラ 1998-2002
- アダウト 2000-2001

- セバスティアン・エグレン 2003-2004
- アラン・エンコング 2004
- フアン・アンヘル・アルビン 2004-2006
- マティアス・カルダシオ 2006-2008
- マルセロ・ソサ 2007
- ニコラス・ベルトロ 2008
- マルセロ・ガジャルド 2010-2011

### FW
- エクトル・スカローネ 1917-1926, 1927-1931, 1934-1939
- エクトル・カストロ 1924-1936
- ペドロ・ペトローネ 1924-1931, 1933-1934
- ペドロ・セア 1929-1935
- / アティリオ・ガルシア 1938-1951
- / エクトル・リアル 1952-1954
- ルイス・アルティメ 1969-1971, 1973-1974
- ワルデマール・ビクトリーノ 1979-1980, 1982
- アントニオ・アルサメンディ 1983
- フアン・カルロス・デ・リマ 1988-1991
- ウィリアム・カストロ 1988-1989
- ダニエル・フォンセカ 1988-1990

- フリオ・デリー・バルデス 1989-1993, 2003
- ホルヘ・デリー・バルデス 1991
- アルバロ・レコバ 1996-1997, 2011-2015
- ルベン・ソサ 1997-2002, 2003-2004
- リカルド・モラレス 1999-2002, 2007-2008
- ピエール・ウェボ 2000-2002
- セバスティアン・アブレウ 2001, 2004
- ビセンテ・サンチェス 2001
- サウル・マルティネス 2001
- ルイス・スアレス 2005-2006, 2022
- ホルヘ・マルティネス 2006-2007

## サッカー以外の競技
ナシオナルは、サッカー以外にも、フットサル、バスケットボール、バレーボールなどの競技チームを保有している。特にフットサルと自転車競技では、これまでに大きな成功を収めている。

### バスケットボール
1933年1月26日創設。以来、ウルグアイバスケットボール連盟（FUBB、Federación Uruguaya de Basketball）が主催するカンペオナート・フェデラル（1915年-2003年）、リーガ・ウルグアージャ・デ・バスケトボル（Liga Uruguaya de Básquetbol、2003年-）に参加。1935年と1937年にはリーグ優勝を記録している。ウルグアイ初のNBA選手であるエステバン・バティスタが在籍したこともある。
- 国内タイトル
  - カンペオナート・フェデラル（Campeonato Federal）
    - 優勝：1935, 1937
- 国際タイトル
  - リオプラテンセ選手権（Campeonato Rioplatense）
    - 優勝：1936

### 自転車競技
ウルグアイ自転車競技連盟（Federación Ciclista Uruguaya）が主催する大会に当初より参加しており、チーム・個人ともに主要大会で多くの優勝を記録している。近年では、シドニーオリンピック銀メダリストのミルトン・ウィナンツが在籍した。
- ブエルタ・シクリスタ・デル・ウルグアイ（Vuelta Ciclista del Uruguay）
  - チーム優勝：1960, 1968, 1994, 1999, 2000[46]
  - 個人優勝：1939, 1968, 1996
- ルータス・デ・アメリカ（Rutas de América）
  - チーム優勝：1993, 1994, 1995, 2000, 2001[47]
  - 個人優勝：2000
- ミル・ミージャス・オリエンタレス（Mil Millas Orientales）
  - 個人優勝：1960

### フットサル
ウルグアイサッカー協会のフットサル委員会（Comisión Delegada de Futsal）が主催する大会に参加している。2003年のコパ・リベルタドーレス・デ・フトサルで準優勝の実績がある。
FIFUSA/AMF主催大会
- 国内タイトル
  - カンペオナート・メトロポリターノ（Campeonato Metropolitano）
    - 優勝：1990, 1991, 1992, 1993, 1994, 1995, 1996, 1997

  - カンペオナート・ナシオナル・デ・クルベス・カンペオネス（Campeonato Nacional de Clubes Campeones）
    - 優勝：1994, 1997
- 国際タイトル
  - カンペオナート・スダメリカーノ・デ・クルベス・カンペオネス（Campeonato Sudamericano de Clubes Campeones）
    - 優勝：1996

FIFA/AUF主催大会
- 国内タイトル
  - カンペオナート・ウルグアージョ（Campeonato Uruguayo）
    - 優勝：1998, 2000, 2002, 2003, 2005, 2008, 2009, 2017, 2018

  - カンペオナート・メトロポリターノ（Campeonato Metropolitano）
    - 優勝：2002, 2004, 2005, 2007, 2009
- 国際タイトル
  - コパ・リベルタドーレス・デ・フトサル（Copa Libertadores de Futsal）
    - 準優勝：2003[48]

### 女子サッカー
ウルグアイサッカー協会が主催するカンペオナート・ウルグアージョ・デ・フトボル・フェメニーノ（Campeonato Uruguayo de Fútbol Femenino）に、初年度の1997シーズンから参加。2005年にリーグを脱退したが、2009年に再加盟した。
- カンペオナート・ウルグアージョ（Campeonato Uruguayo）
  - 優勝：1997, 2000, 2010, 2011-12

### バレーボール
ウルグアイバレーボール連盟（Federación Uruguaya de Voleibol）が主催するスーペル・リーガに所属。パルケ・セントラルの体育館にバレーボールコートを保有している。
男子
- カンペオナート・フェデラル（Campeonato Federal）
  - 優勝：1954
- スーペル・リーガ・ウルグアージャ・デ・ボレイボル（Super Liga Uruguaya de Voleibol）
  - 優勝：2008, 2009, 2010, 2013

女子
- カンペオナート・フェデラル（Campeonato Federal）
  - 優勝：1955, 1960, 1961

### ラグビー
スダメリカラグビーが主催するスーペルリーガ・アメリカーナ・デ・ラグビー（SLAR）の2021年シーズンに参戦するためにラグビー部門を創設することを発表した。